# Eguzki Urteaga
Eguzki Urteaga Olano est un sociologue, historien et écrivain basque français de langue française, basque et espagnole.

## Biographie
Eguzki Urteaga obtient un doctorat en sociologie en 2000 de l'université Victor Segalen Bordeaux 2 effectué sous la direction de François Dubet, au sein du CADIS, laboratoire associé au CNRS. Au préalable, il avait obtenu en 1997 un DEA de Sociologie de la même université et en 1998, une licence en histoire mention « géographie » de l'université de Pau et des Pays de l'Adour en 1998.
Eguzki Urteaga est chercheur associé au Centre de recherche sur la langue et les textes basques IKER, laboratoire du CNRS depuis 2003. Entre 2003 et 2005, il est chargé de cours à l'université Michel de Montaigne-Bordeaux 3 et à l'université de Pau et des Pays de l'Adour. De 2006 à 2011, il est professeur collaborateur de sociologie à l'université du Pays basque de Vitoria-Gasteiz et professeur agrégé depuis 2011.
Ses travaux, publiés dans des revues scientifiques européennes, latino-américaines et canadiennes ont une cohérence théorique et géographique. D'une part, ils s'inscrivent dans une sociologie de la complexité qui considère que la sociologie contemporaine est en crise consécutivement à l'existence d'un décalage croissant entre la réalité sociale et sa représentation intellectuelle, dans la mesure où les théories, les concepts et les méthodes proposés par la sociologie permettent de moins en moins de comprendre la société dans sa complexité.[réf. nécessaire]